# Ахап Ереч
«Ахап Ереч» — детский роман, написанный британским писателем Роальдом Далем и проиллюстрированный Квентином Блейком. Опубликован 3 сентября 1990 года. Стал последней книгой Даля, опубликованной при его жизни; он умер всего два месяца спустя.
Книга рассказывает историю стареющего одинокого мужчины, мистера Хоппи, который тайно влюблен в свою овдовевшую соседку миссис Сильвер, но не решается признаться ей.

## Сюжет
Мистер Хоппи — застенчивый пожилой мужчина, который живёт один в квартире, ухаживая за своими многочисленными растениями, которые были центром его жизни с тех пор, как он несколько лет назад уволился с работы в автобусном гараже. В течение многих лет у него была тайная любовь, которую звали миссис Сильвер. Она живёт в квартире под ним, и он часто наклоняется над своим балконом и обменивается вежливыми разговорами с миссис Сильвер, но мужество покидает его всякий раз, когда он собирается намекнуть на свои истинные чувства к ней.
У миссис Сильвер есть маленькая ручная черепашка Альфи, которая является центром её мира. Однажды утром миссис Сильвер упоминает мистеру Хоппи, что, несмотря на то, что Альфи принадлежит ей уже много лет, он вырос совсем чуть-чуть и прибавил в весе всего 13 унций. Она признается, что хотела бы знать какой-нибудь способ сделать так, чтобы её маленький Альфи вырос в большую черепаху. Мистер Хоппи внезапно придумывает, как исполнить желание миссис Сильвер и завоевать её сердце.
Мистер Хоппи говорит миссис Сильвер, что он — на самом деле — знает способ сделать черепаху больше. Он пишет следующие слова на клочке бумаги и передает его миссис Сильвер:
«ESIO TROT, ESIO TROT,
TEG REGGIB REGGIB,
EMOC NO, ESIO TROT,
WORG PU, FFUP PU, TOOHS PU,
GNIRPS PU, WOLB PU, LLEWS PU!
EGROG! ELZZUG! FFUTS! PLUG!
TUP NO TAF, ESIO TROT, TUP NO TAF,
OG NO, OG NO, ELBBOG DOOF.»
(Слова перевернуты — Черепаха, черепаха, становись больше, больше! Давай, черепаха, взрослей, надувайся, стреляй! Подпрыгивай, взрывайся, раздувайся! Ущелье! Жри! Ерунда! Глоток! Прибавь жиру, черепаха, прибавь жиру! Давай, давай, жри еду!)
Мистер Хоппи объясняет, что эти волшебные слова, если их шептать на ухо Альфи три раза в день, заставят Альфи расти все больше и больше. Миссис Сильвер сомневается, но соглашается попробовать.
В течение следующих нескольких дней мистер Хоппи выполняет вторую часть своего плана. Он посещает все зоомагазины в городе и покупает много черепах разных размеров, но ни одна из них не весит меньше 13 унций. Мистер Хоппи приносит всех черепах обратно в свою квартиру и устанавливает их во временном загоне в своей гостиной. Затем мистер Хоппи создает специальный инструмент, который поможет ему стащить черепаху с балкона миссис Сильвер. Он прикрепляет ручку к концу длинной металлической трубки и крошечный коготь внизу. Потянув за рукоятку, рычаги когтя мягко открываются и закрываются.
На следующий день, когда миссис Сильвер уходит на работу, мистер Хоппи выбирает из своей гостиной черепаху, которая весит ровно 15 унций. Он осторожно поднимает Альфи с нижнего балкона и обменивает его на новую черепаху. Когда миссис Сильвер возвращается домой, она добросовестно шепчет волшебные слова на ухо Альфи, но не замечает, что произошел обмен.
В течение следующих 8 недель мистер Хоппи продолжает менять нынешнего питомца миссис Сильвер на черепаху чуть большего размера, но она по-прежнему не замечает, что её питомец увеличивается в размерах. Однажды днем миссис Сильвер замечает мистеру Хоппи, что Альфи кажется немного крупнее, но не может сказать наверняка. Внезапно миссис Сильвер замечает, что Альфи больше не может пролезть в дверь своего дома, и восклицает мистеру Хоппи, что его заклинание наверняка действует. Миссис Сильвер забегает внутрь, взвешивает своего питомца и с удивлением обнаруживает, что теперь Альфи весит 27 унций, что более чем в два раза больше, чем было раньше. Мистер Хоппи набирается храбрости и спрашивает миссис Сильвер, может ли он спуститься и увидеть эффект своими глазами. Миссис Сильвер, в восторге от преображения своего питомца, с радостью выполняет его просьбу.
Мистер Хоппи сбегает вниз по лестнице, нервничая и взволнованный тем, что находится на грани завоевания любви миссис Сильвер. Миссис Сильвер распахивает дверь, обнимает мистера Хоппи и выражает свое восхищение волшебным заклинанием мистера Хоппи. Однако черепаха теперь не может поместиться в доме, поэтому мистер Хоппи просит миссис Сильвер произнести магическое заклинание в обратном порядке (Черепаха, черепаха, становись больше, больше и т. Д.). На следующую ночь он тайно заменяет эту черепаху другой, чуть поменьше. Его роль сыграна великолепно, и мистер Хоппи, внезапно ободренный теплой улыбкой миссис Сильвер, просит её руки и сердца. Миссис Сильвер с радостью принимает предложение мистера Хоппи, затем добавляет, что она думала, что он никогда не решится на признание. «Все благодаря Альфи!» — кричит она.
Мистер Хоппи тайно возвращает всех черепах из своей гостиной обратно в соответствующие зоомагазины, говоря всем владельцам, что им не нужно возвращать деньги. Мистер Хоппи и миссис Сильвер поженились несколько недель спустя. «Оригинального» Альфи покупает девушка по имени Роберта Сквибб после того, как он возвращается в зоомагазин; более того, спустя много лет он действительно вырастает вдвое.

## Адаптации
В 1994 году звезда «Монти Пайтон» Майкл Пэйлин предоставил англоязычную аудиокнигу с записью этой книги. 
В 2015 году Ричард Кертис адаптировал его для телевизионного фильма BBC ««Ахап Ереч» Роальда Даля» с участием Дастина Хоффмана и Джуди Денч в роли пары, а рассказчиком выступил Джеймс Корден.